# Мілошевець
Мілошевець (пол. Miłoszewiec) — село в Польщі, у гміні Черниці-Борові Пшасниського повіту Мазовецького воєводства.
Населення — 167 осіб (2011).
У 1975-1998 роках село належало до Цехановського воєводства.

## Демографія
Демографічна структура станом на 31 березня 2011 року:
|          | Загалом | Допрацездатний вік | Працездатний вік | Постпрацездатний вік |
| -------- | ------- | ------------------ | ---------------- | -------------------- |
| Чоловіки | 93      | 20                 | 66               | 7                    |
| Жінки    | 74      | 12                 | 48               | 14                   |
| Разом    | 167     | 32                 | 114              | 21                   |